# Arad (Romania)
Arad (sia in ungherese sia in rumeno) è un municipio della Romania di 145 078 abitanti, capoluogo del distretto omonimo, nella regione della Crișana.

## Storia
- 1028 - La prima testimonianza documentaria che si riferisce alla zona di Arad
- 1078 - 1081- La prima menzione della città
- 1131 - La città è menzionata nella "Cronaca dipinta" di Vienna
- 1551 - 1552- Arad è occupata dai turchi
- 1702 – È stata registrata la corporazione dei pellettieri
- 1708 – Il frate minorita Camil Hofflich crea la prima scuola tedesca
- 1765 - 1783 – sul fiume Maros/Mures si costruisce una nuova fortezza in stile Vauban
- 1812 - La creazione della "Preparandia" - prima scuola in lingua romena per gli insegnanti della Transilvania
- 1817 - Iacob Hirschl costruisce il più vecchio teatro di Romania – Teatro Hirschl
  - 1868 - Mihai Eminescu ha partecipato in qualità di suggeritore
- 1833 - Il settimo conservatorio musicale europeo, dopo Napoli, Parigi, Praga, Bruxelles, Vienna e Londra
- 1834 – la città riceve lo statuto di città libera regale
- 6 ottobre 1849 - La rivoluzione ungherese è stata sconfitta
- 1890 - La creazione della Società Filarmonica di Arad, Aradi Philharmonia Egyesület
  - 1846 - Franz Liszt è in città
  - 1847 – Johann Strauss II
  - 1877 - Pablo de Sarasate e Henryk Wiernawski sono in città
  - 13-15 maggio 1919- I nazionalisti rumeni di Iuliu Maniu chiedono la separazione della Transilvania dall'Ungheria, sconfitta, e la sua unione con la Romania
  - 1922 - George Enescu è in città
  - 1924 - Béla Bartók è in città
- 1937 - L'attività economica si è amplificata, collocando Arad in quarta posizione nella Romania ed in prima posizione nella Transilvania
- 1989 - Arad è la seconda città della Romania che è contro il regime comunista e si unisce ai rivoluzionari di tutto il resto del paese.
- 1990 - 1991  - La ricreazione dell'insegnamento superiore
  - L'Università d'Ovest Vasile Goldiş
  - L'Università Aurel Vlaicu
- 1999 - La Zona Industriale Arad è stata inaugurata

## Infrastrutture e trasporti
- Aeroporto di Arad
- Rete tranviaria di Arad

## Amministrazione

### Gemellaggi
Arad è gemellata con le seguenti città:
- Atlit
- Fushun
- Gyula
- Hódmezővásárhely
- Giv'atayim
- Zrenjanin
- Pécs

Ha inoltre rapporti di partnership con le seguenti città:
- Kirklees
- Ditzingen
- Würzburg
- Trenčín
- Tatabanya

## Galleria d'immagini

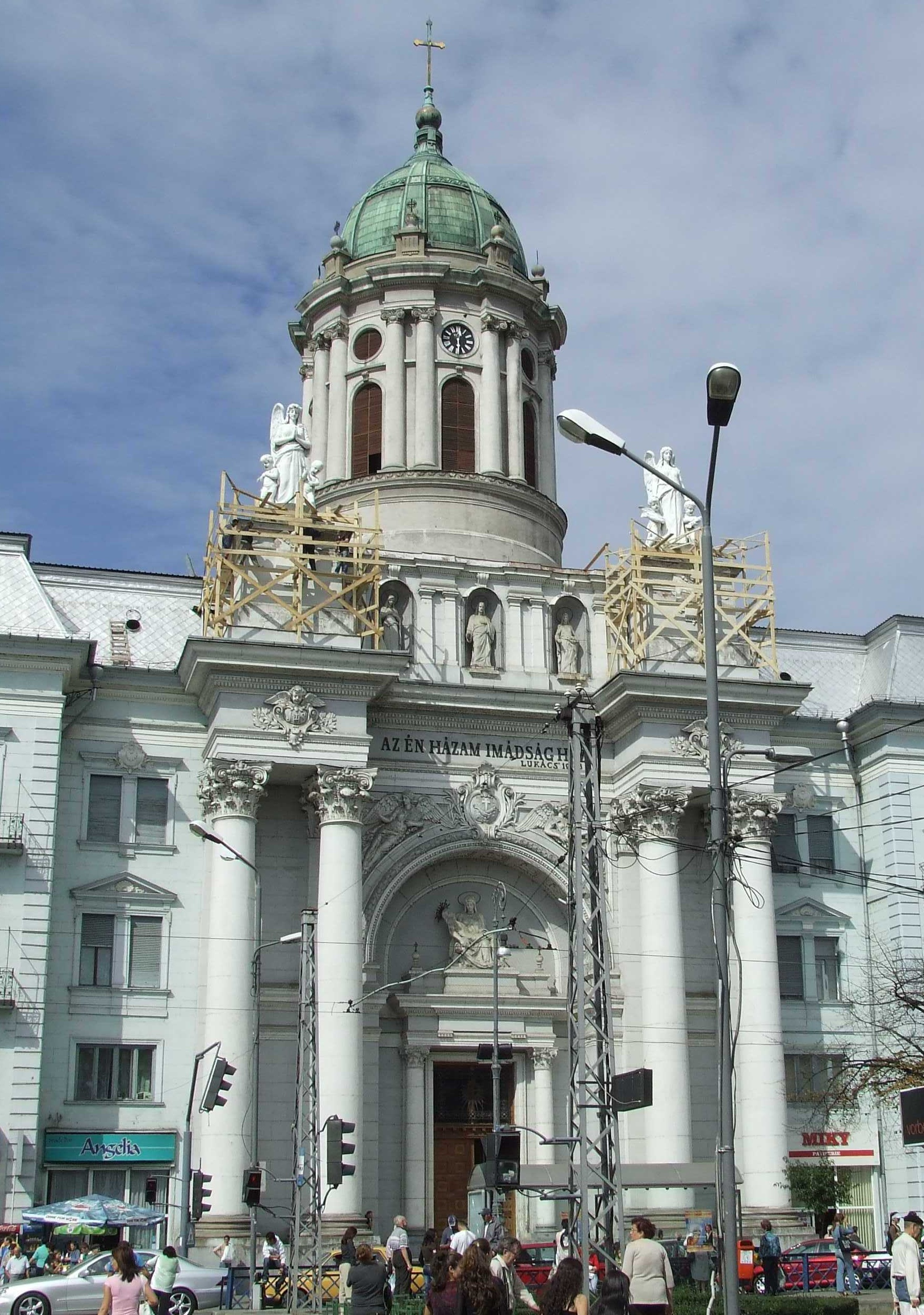
Cattedrale cattolica
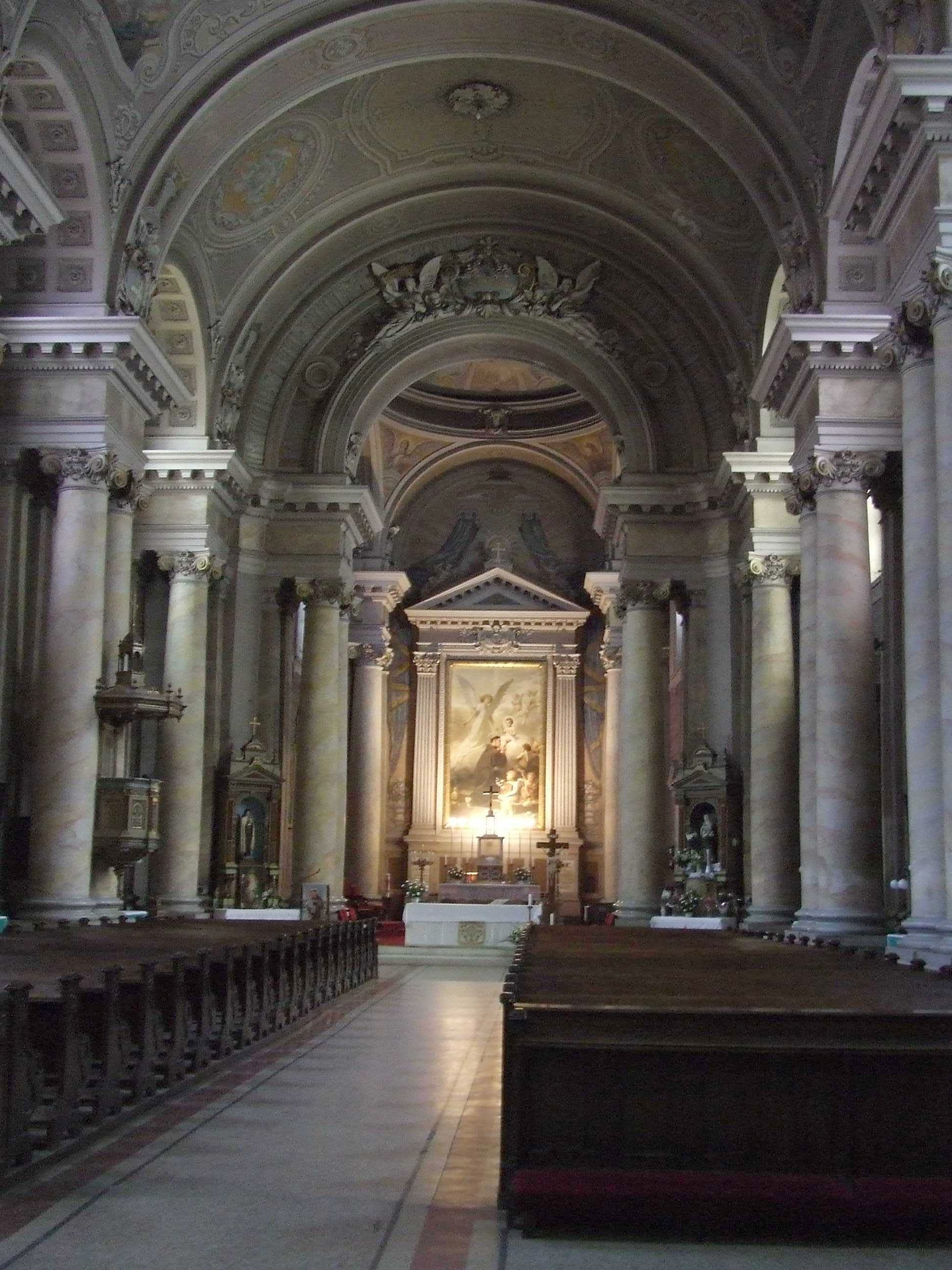
Cattedrale cattolica (interno)
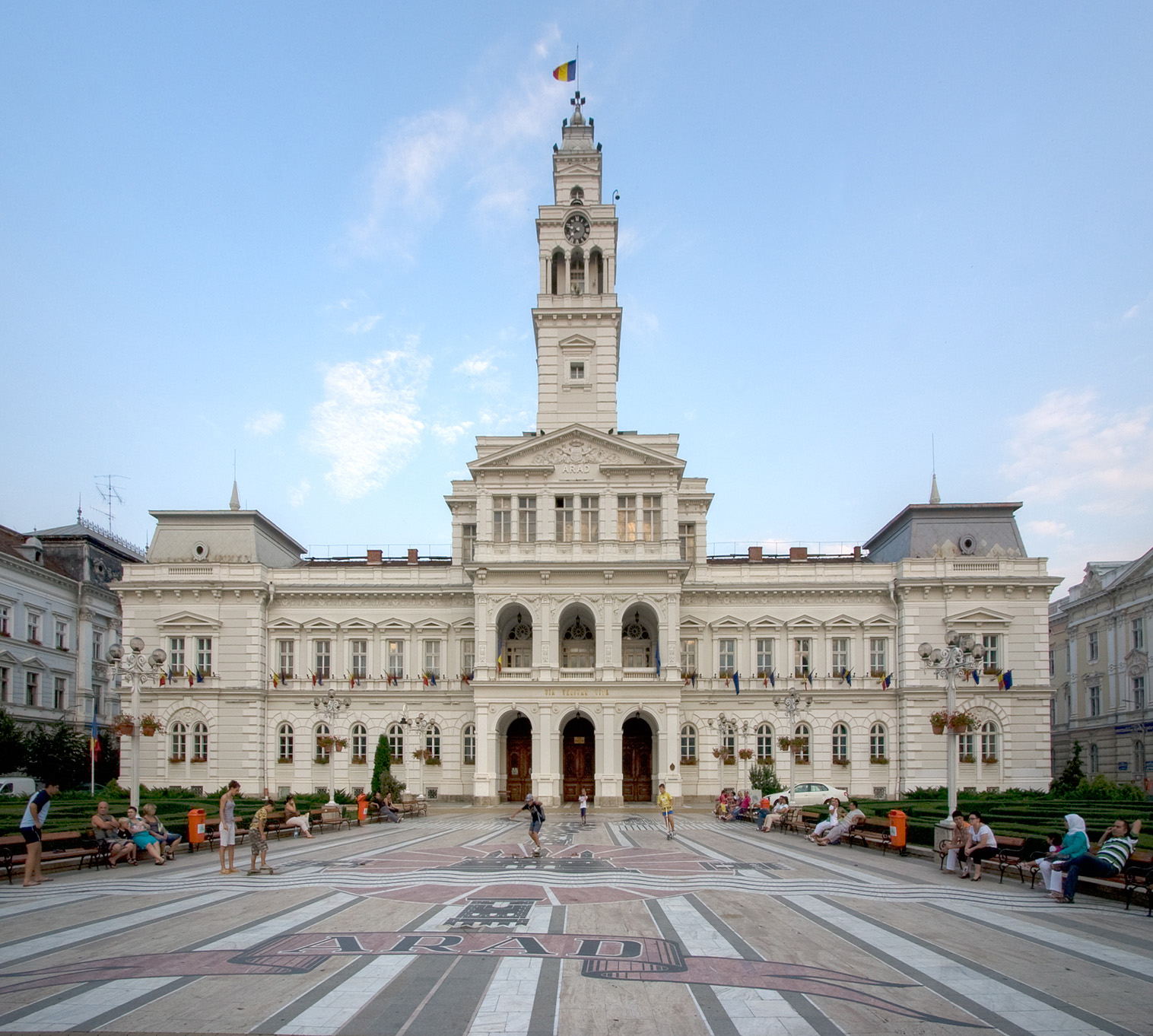
Municipio
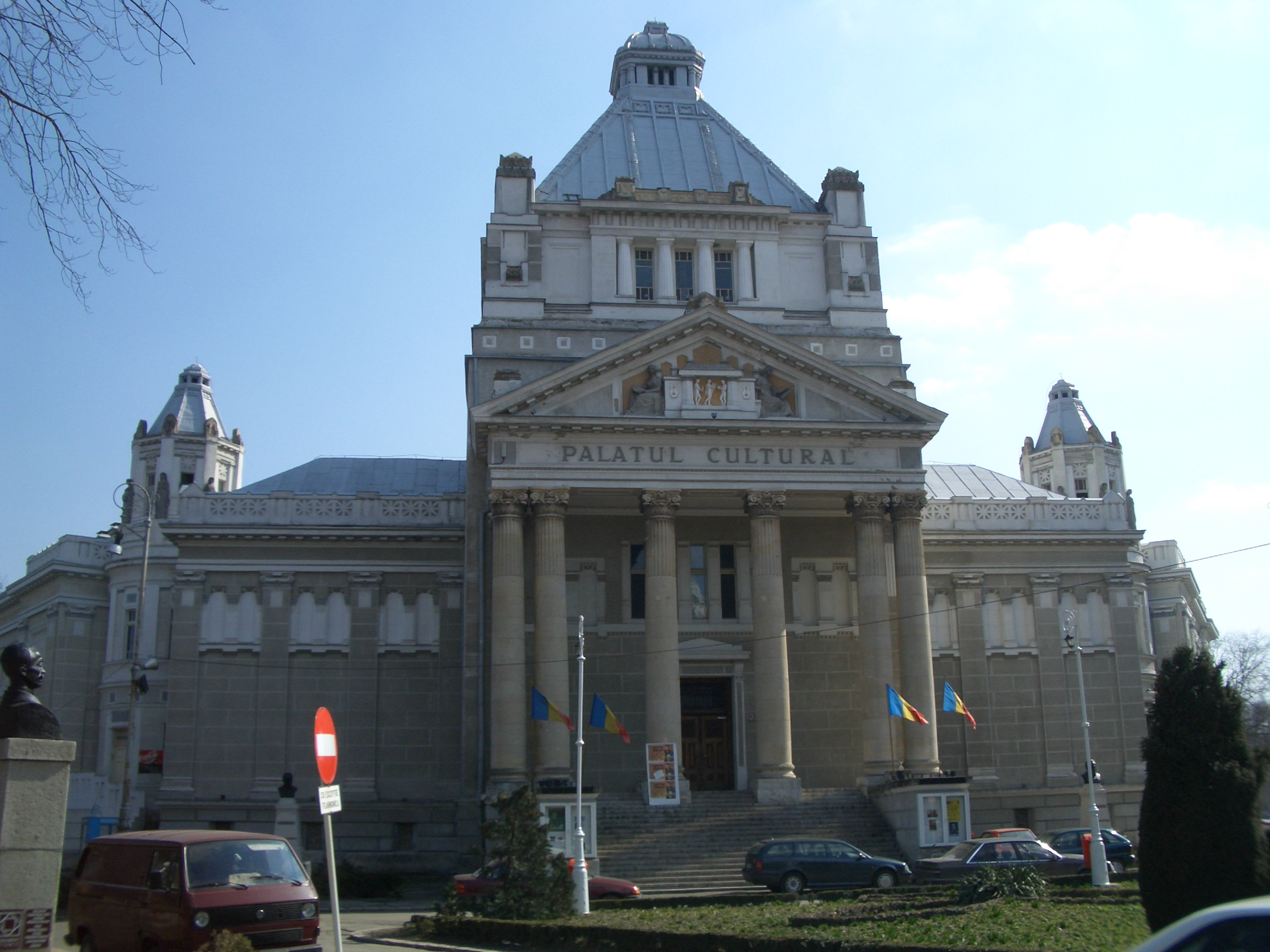
Palazzo della cultura
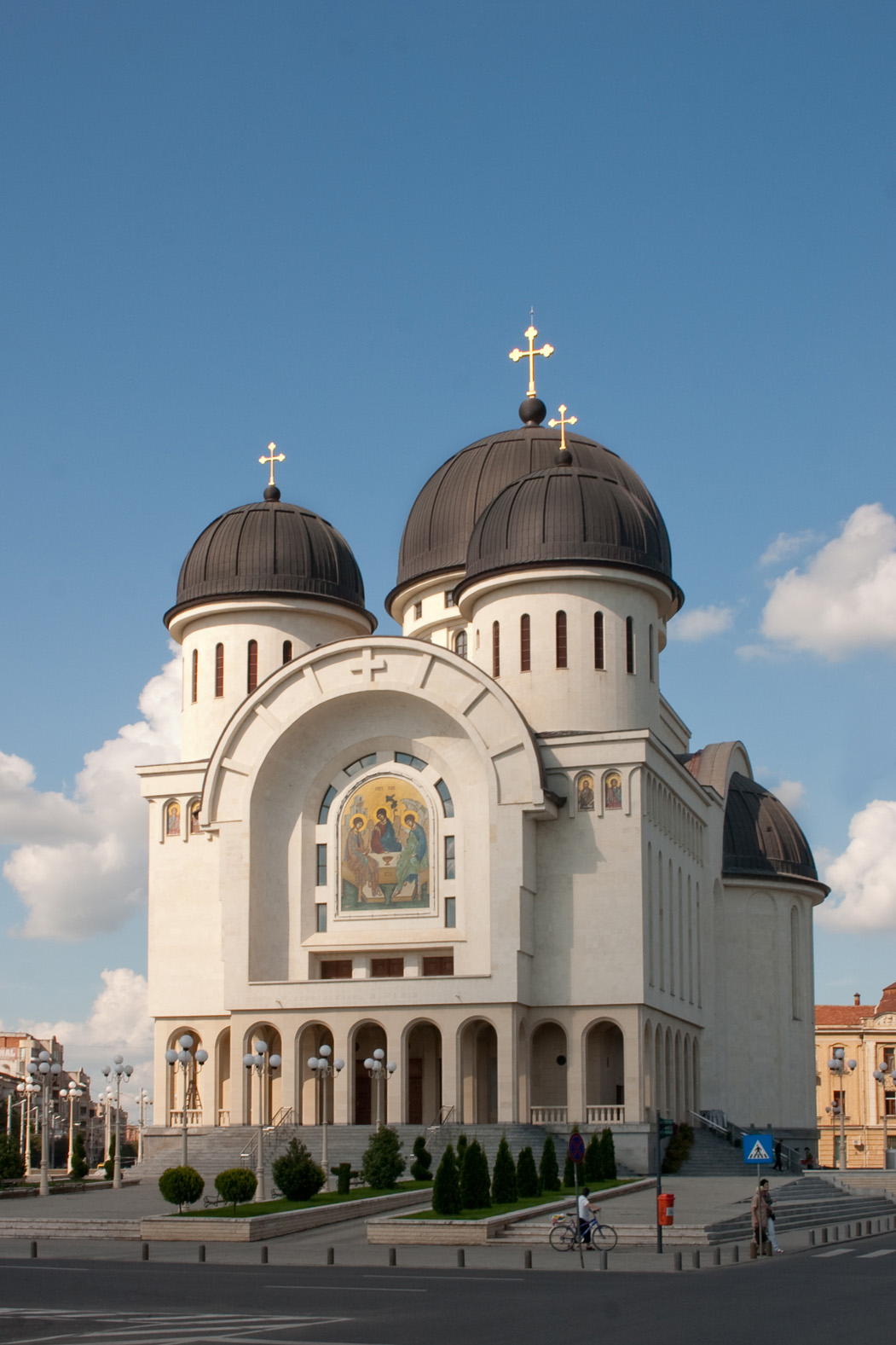
Cattedrale ortodossa
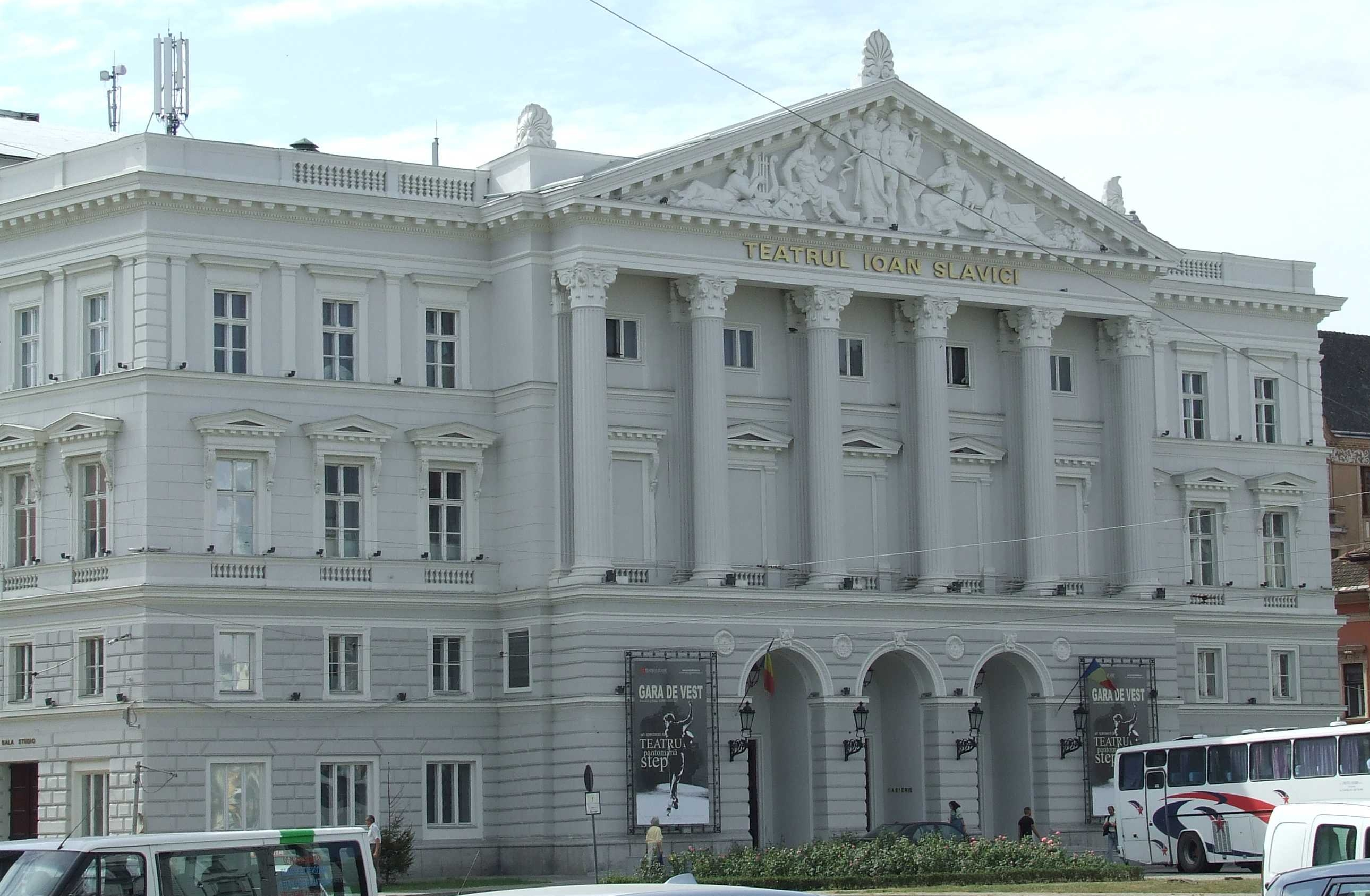
Teatro Ioan Slavici
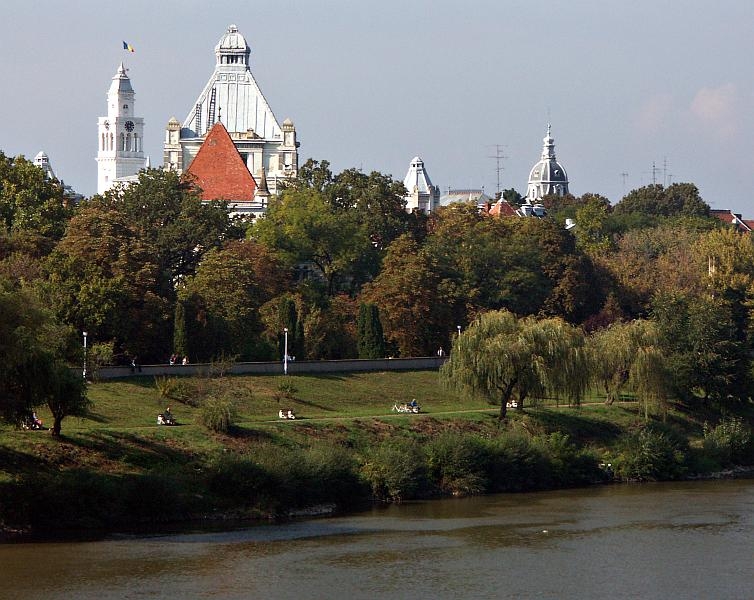
Le rive del fiume Mureş
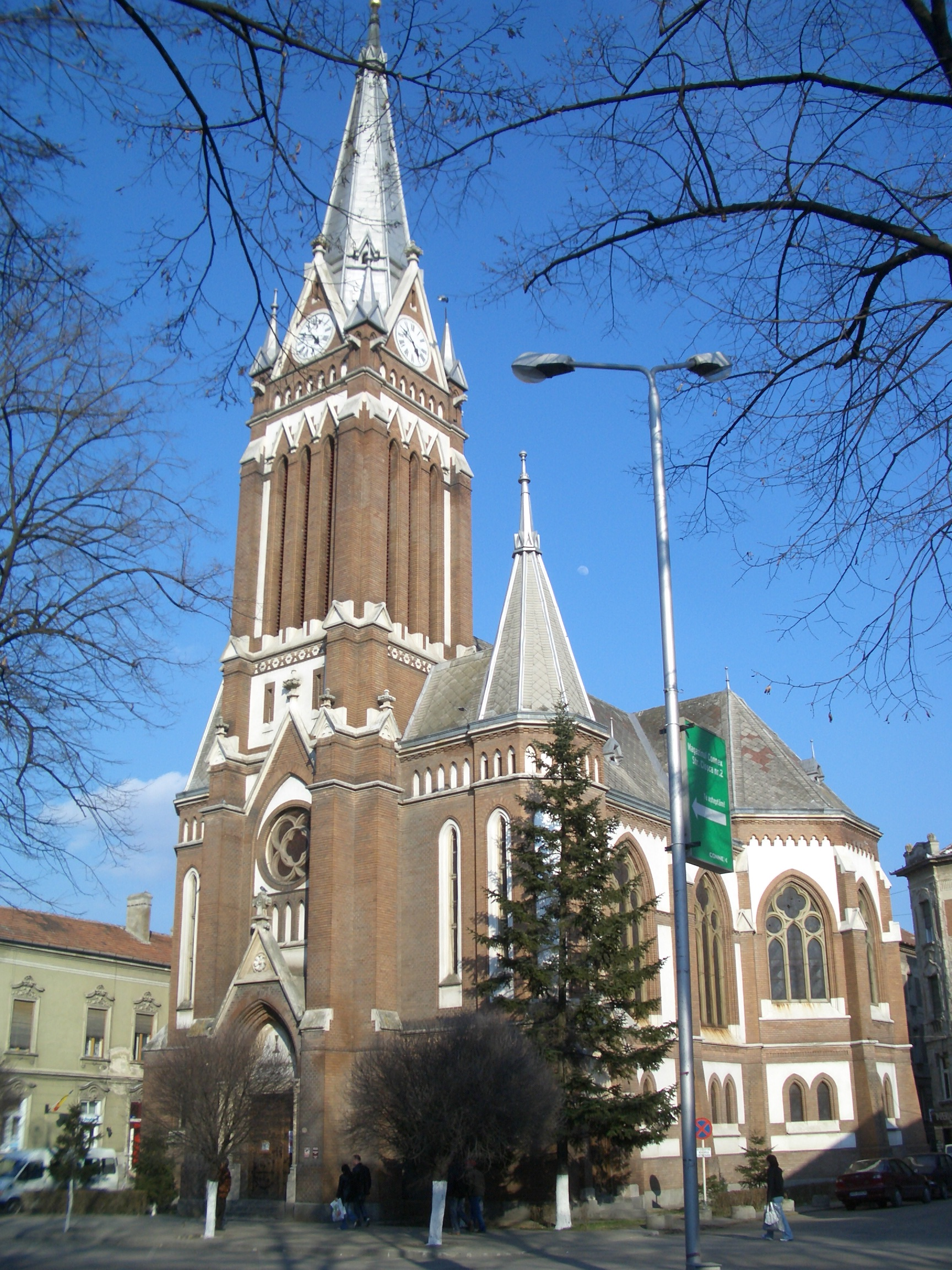
Tempio evangelico